# Інші (фільм)
«Інші» (англ. The Others) — містичний трилер Алехандро Аменабара з Ніколь Кідман в головній ролі. Лауреат восьми премій «Гоя», в тому числі в номінаціях «найкращий фільм» і «найкраща режисура». Прем'єра фільму відбулась 2 серпня 2001 року. В США фільм зібрав $96 522 687, в інших країнах $113 424 350, що загалом склало $209 947 037.

## Слогани
- «Sooner or later she'll see them, then everything will be different.» («Рано чи пізно вона побачить Їх… І тоді все зміниться.»)
- «Sooner Or Later They Will Find You.» («Рано чи пізно Вони знайдуть тебе…»)
- «No door is to be opened before the previous one is closed!» («Жодні двері не можуть бути відкриті, поки не закриті попередні!»)
- «How do you keep them out, when they've already invited themselves in?» («Як Ви виженете тих, хто вже тут?»)
- «Do you believe in ghosts? She didn't…» («Ви вірите в привидів? Вона також не вірила…»)
- «Close Every Door, Turn Off Every Light, And Look For The Others…» («Замкни всі двері! Вимкни всюди світло! Та шукай Інших…»)

## Сюжет
Джерсі, Нормандські острови, 1945 рік. В будинок, з якого раптово зникла вся прислуга, приїжджає нова за оголошенням. Це Берта Міллс, німа служниця Лідія і садівник Едмунд Таттл. Господиня будинку Ґрейс Стюарт відразу ж попереджає прислугу, що жодні двері в будинку не можуть бути відкриті, поки не закриті попередні. Є 15 різних ключів до всіх 50 дверей. Вона також забороняє їм торкатися піаніно, бо тиша цінується тут понад усе. Тут немає радіо і всього, що виробляє шум. Електрики також немає. Німці весь час відключали її, тому всі звикли до темряви. Господиня запалює гасову лампу і веде слуг оглядати будинок. В одній з кімнат Ґрейс будить свого сина Ніколаса і доньку Енн. Вона пояснює їх замкнений образ життя тим, що у дітей сильна алергія на світло. Вони можуть вкритися висипкою, пухирями і померти.
За сніданком Енн говорить, що мама збожеволіла. Виявляється, що прислуга вже працювала в цьому будинку багато років тому і знає його як свої п'ять пальців. Дівчинка Енн говорить, що до неї в кімнату зайшов хлопчик Віктор, коли мати прибігла на плач. Віктор, якого ніхто, крім Енн, не бачить, живе, за її словами, в цьому будинку, але він не привид і хоче піти. Сестра лякає брата і нервує матір. В будинку відбуваються дивні речі. Чутно, як нагорі хтось пересуває щось важке, але там нікого немає. Чоловік Ґрейс ще не повернувся з війни, і від нього немає новин вже два роки. З іншого боку Енн, можливо, веде жорстоку гру. А, можливо, це містика, щось надприродне. Ґрейс, взявши рушницю, відкрила всі штори і обшукала з прислугою весь будинок, але нікого не знайшла.
Ґрейс знаходить книгу мертвих, в яку вклеєні посмертні фотографії мертвих людей, навіть групові. Так робили деякі, надіючись, що дух рідних збережеться в фотографіях. Їй самій вже чується гра на фортепіано, але як тільки вона бралась за ручку дверей, гра зупинялась. Напруга зростає…
Ґрейс підозрює, що в будинку оселилися привиди. Вона просить садівника перевірити, чи немає в саду якихось могил, але той переконує її, що все оглядав і нічого стороннього не помітив. Коли господиня пішла, містер Таттл запитує Міллс, чи не час все розповісти. Але та каже, що ще ні. Ґрейс явно не готова почути правду. «До речі», — додає вона і вказує на погано присипані листям надгробні плити.
Енн підмовляє брата на нічну вилазку. Спустившись водостічною трубою, діти вирушають в сад і бачать там всіх трьох нових слуг. Своїм виглядом вони лякають дітей, Енн хапає Ніколаса за руку і біжить з ним. Спотикається, і, падаючи, скидає листя з надгробків. На ньому стоїть ім'я Берти Міллс. Злякавшись ще більше, діти кидаються до будинку. Замкнувши двері, Ґрейс забороняє слугам заходити всередину. Перевіряючи деякі підозри, вона оглядає до кінця знайдений альбом і знаходить там посмертні фотографії всіх трьох. Тепер вона впевнена: її нові слуги дійсно жили в цьому будинку. Але вони тут і померли років п'ятдесят тому. Берта Міллс крізь вхідні двері переконує Ґрейс, що привиди жили в цьому будинку давно, і треба прийняти все як є.
Раптово Ґрейс чує, як дочка з кимось розмовляє нагорі. Піднявшись, вона бачить спіритичний сеанс незнайомих людей, що сидять за столом, сліпу стару і своїх дітей, що стоять поруч. Стара записує все, що говорять діти, питання задають всі, хто сидять за столом. Вони запитують, що трапилося з їх матір'ю, Енн відповідає, що мама збожеволіла і задушила їх подушкою, стара все записує, всі читають і запитують, чому ж вони тут, якщо вони померли. Діти з жахом кричать, що вони не померли, і Ґрейс кричить, що вони не померли; стара все записує. Ті, хто сидять за столом, роблять висновок, що в контакт вступили і діти, і сама мати. Ґрейс починає трясти стіл і рвати папери, на яких робилися записи. Люди, що сидять за столом, бачать, як трясеться стіл і рвуться в повітрі папери.
Після сеансу чоловік і жінка, що сиділи за столом, вирішують, що потрібно виїхати з цього будинку, де мати вбила своїх дітей і тепер тут живуть привиди. Адже у їхнього сина Віктора через це кошмари, а в будинку відбуваються дивні речі.
Ґрейс сидить з дітьми на підлозі і згадує, як задушила їх і застрелилася. Після самогубства почувши, як діти грають, вона вирішила, що Господь дав їй другий шанс. З'являється Берта Міллс і каже, що так було завжди, що вони всі вже померли. Але треба бути готовими усвідомити що сталося, інакше можна оніміти, як бідолаха Лідія. Міллс додає, що живі завтра з'їдуть, але приїдуть інші, і що іноді вони їх відчувають, а іноді ні. Туман навколо будинку зник. Діти стоять біля вікна і говорять, що вони більше не бояться сонця. Грейс переконано повторює, що це їхній дім.

## У ролях
- Ніколь Кідман — Ґрейс Стюарт
- Крістофер Екклестон — Чарльз Стюарт
- Фіоннула Фленаґан — Берта Міллс
- Ерік Сайкс — Едмунд Таттл
- Алакіна Манн — Енн Стюарт
- Джеймс Бентлі — Ніколас Стюарт
- Елейн Кессіді — Лідія
- Рене Ашерсон — літня жінка
- Мішель Фейрлі — місіс Марліш

## Цікаві факти
- Версія початку фільму, що показувалась в американських кінотеатрах, дещо довша, ніж версія на DVD. За словами творців, фільм був трішки врізаний, оскільки багато що на початку натякало на сюжет закінчення картини.
- Знімання фільму проходило в період з 30 вересня 2000 по 5 грудня 2000 року в околицях Мадрида. Режисер фільму Алехандро Аменабар спеціально був запрошений актором і продюсером Томом Крузом. Крім цього, частково знімання проходило на Лонг-Айленді в Нью-Йорку і будинку Palacio De Los Hornillos в місті Сантандер на півночі Іспанії, який використовували як екстер'єр будинку Ґрейс.
- У фільмі «Інші» у режисера картини Алехандро Аменабара дуже цікаве камео — його можна побачити на одній з фотографій в «книзі мертвих».
- Також в фотосесії «небіжчиків» присутній Матео Хіль Родріґес, сценарист попередньої стрічки Аменабара «Відкрий очі».
- Фільм «Дуже страшне кіно 3» пародіює кілька сцен з цієї картини.
- Австралійський музичний гурт Elora Danan написав пісню про фільм і назвав її «Thank God For Their Growth In Faith And Love» — такий напис видно на дошці в останній сцені фільму. Пісня увійшла в дебютний альбом «We All Have Secrets».
- Гурт «Venetian Snares» використав семпл з фільму до пісні «Children's Limbo», що ввійшов в альбом «Find Candace».
- Хвороба, якою хворіють діти, дійсно існує, хоча вона дуже рідкісна — лише близько тисячі людей у світі її мають.
- Фільм став останнім спільним проєктом Круза і Кідман. В тиждень виходу фільму в прокат їхнє розлучення було офіційно завершене.
- Алехандро Аменабар написав сценарій іспанською мовою, а потім переклав його англійською.
- Фільм став найкасовішим в Іспанії за всю історію прокату.
- Фільм починається зі слів Ніколь Кідман з-за кадру: «Вмостилися зручно? Тоді я почну…» («…are you sitting comfortably? Then I'll begin»). Цими ж словами починалась британська радіопередача BBC «Listen With Mother», що виходила з 1950 по 1982 рік.
- Зображення привида позаду Ґрейс в одній зі сцен — насправді портрет Едуардо Норьєги. Причому це частина картини 1855 року «The Wounded Cavalier» англійського художника Вільяма Шекспіра Бертона.
- Фільм став першою іспанською картиною, номінованою на «Премію Гоя», в якій всі діалоги виконуються англійською.
- За 7 тижнів кінопрокату в США фільм піднявся в топі з 4 на 2 місце за касовими зборами.
- Алакіна Манн і Джеймс Бентлі отримали свої ролі після тривалого кастингу, який пройшли понад 5 тисяч дітей.
- Кідман просила Аменабара і братів Вайнштайн знайти іншу акторку на роль Ґрейс, позаяк після роботи над яскравим «Мулен Руж!» їй було важко розпочати знімання такої похмурої картини.

## Критика
Деякі критики відносять фільм до готичного фільму жахів, знятого в традиційному ключі фільмів про будинки з привидами. Але чіткої логіки сюжету як такої у стрічці немає. Режисер фільму Алехандро Аменабар створив оригінальну ідею про те, що не тільки живі люди бояться привидів, але й привиди бояться присутності живих людей.

## Музика
В одній зі сцен фільму Ніколь Кідман наспівувала пісню 1934 року «I Only Have Eyes For You», написану Гаррі Ворреном і Елом Дубіном.
Крім цього прозвучав класичний музичний твір «Vals Opus 69 No.1 (Op. Posth.)», написаний Фредериком Шопеном у виконанні Жан-Марка Луїсада.

### Інструментальна музика
Музику до фільму написав режисер і сценарист картини, Алехандро Аменабар. Диск надійшов у продаж 7 серпня 2001 року і був виданий лейблом Sony. Виконавець — London Session Orchestra.
1. The Others (2:24)
2. Wakey Wakey (1:44)
3. Old Times (3:25)
4. They Are Everywhere (2:35)
5. Reunion (1:07)
6. Changes (1:37)
7. I Do Believe It (3:15)
8. Charles (1:46)
9. Communion Dress (1:21)
10. No Curtains (2:48)
11. Give Me The Keys! (1:32)
12. The Attic (1:47)
13. Sheets And Chains (5:49)
14. A Good Mother (5:42)
15. End Credits (4:10)

## Премії

### Нагороди
- 2002 — Премія «Гоя»
  - Найкращий фільм
  - Найкращий режисер — Алехандро Аменабар
  - Найкращий оригінальний сценарій — Алехандро Аменабар
  - Найкраща операторська робота — Хав'єр Агірресаробе
  - Найкраща робота художника — Бенхамін Фернандес
  - Найкращий звук
  - Найкращий монтаж — Начо Руїс Капільяс
  - Найкраща продюсерська робота
- 2002 — Премія «Сатурн»
  - Найкраща акторка — Ніколь Кідман
  - Найкращий фільм жахів
  - Найкраща акторка другого плану — Фіоннула Фленаґан

### Номінації
- 2002 — Премія «Гоя»
  - Найкращий дизайн костюмів — Соня Гранде
  - Найкраща акторка — Ніколь Кідман
  - Найкращий грим
  - Найкращий новий актор — Джеймс Бентлі
  - Найкраща нова акторка — Алакіна Манн
  - Найкраща оригінальна музика — Алехандро Аменабар
  - Найкращі спеціальні ефекти
- 2002 — Премія «Золотий глобус»
  - Найкраща жіноча роль (драма) — Ніколь Кідман
- 2002 — Премія BAFTA
  - Найкраща жіноча роль — Ніколь Кідман
  - Найкращий оригінальний сценарій — Алехандро Аменабар
- 2001 — Венеційський кінофестиваль
  - «Золотий лев» — Алехандро Аменабар
- 2002 — Премія «Сатурн»
  - Найкращий режисер — Алехандро Аменабар
  - Найкраща гра молодого актора — Алакіна Манн
  - Найкращий сценарій — Алехандро Аменабар
- 2002 — «Премія Брема Стокера»
  - Сценарій — Алехандро Аменабар
- 2002 — Премія «European Film Awards»
  - Найкращий фільм — Фернандо Бовайра, Хосе Луіс Куерда, Сунмін Пак

## Технічні дані
- Фільмокопія: Kodak 35mm
- Звук: Dolby Digital 5.1, DTS 5.1, SDDS 7.1
- Рейтинг MPAA: PG-13